# 朱由檡
衡世子朱由檡（？—1628年），明朝第六代衡王衡憲王朱常㵂的庶第二子。他在泰昌元年（1620年）受封衡世子。後來朱常㵂在天啟七年（1627年）過世，於是明政府於同年授權他管理衡府事，但未及襲封，他就在崇禎元年（1628年）去世，諡號不詳。
由於朱由檡無子，因此其弟鎮國將軍朱由棷在崇禎五年（1632年）嗣封衡王。
其妻李氏，据莱芜出土的《圆寂清节禅师比丘尼李姑墓志铭》记载，为莱芜县贡生李森之长女，生于万历三十四年三月廿三日（1606年4月29日）。天启五年（1625年），年二十，聘为衡世子妃。天启七年，衡宪王朱常㵂薨，衡世子（朱由檡）立，册立为王妃。崇祯元年（1628年），衡世子薨，其弟（朱由棷）立，出居别所，备宫妾、宦监，隆其敬养。崇祯甲申，李自成攻入北京，随后，清兵入关，衡王朱由棷等一干眷属被送往北京，李妃因“孤孀”，未随行。后自缢于殿中，但未死，清朝将其府中仆役财物全部籍没，李妃成为庶人。1646年李妃回到家乡莱芜，削发为尼，法名“妙祝金”。人号为“靖节禅师”。卒于清顺治九年（1652年）夏，享年四十七。葬于山东省济南市莱芜区凤城办事处西泉村。